# Manchester (Tennessee)
Manchester é uma cidade localizada no estado norte-americano de Tennessee, no Condado de Coffee.

## Demografia
Segundo o censo norte-americano de 2000, a sua população era de 8294 habitantes.
Em 2006, foi estimada uma população de 9671, um aumento de 1377 (16.6%).

## Geografia
De acordo com o United States Census Bureau tem uma área de
28,6 km², dos quais 28,6 km² cobertos por terra e 0,0 km² cobertos por água. Manchester localiza-se a aproximadamente 320 m acima do nível do mar.

## Localidades na vizinhança
O diagrama seguinte representa as localidades num raio de 24 km ao redor de Manchester.